# Michael Odevall
Bengt Michael Odevall, född 5 april 1946, är en svensk diplomat. Han är son till Bengt Odevall.

## Biografi
Odevall är juris kandidat. Han är aktiv folkpartist och har en lång karriär inom utrikesförvaltningen. Odevall var politiskt sakkunning i handelsdepartementet 1981-1982.[källa behövs]
Odevall har tjänstgjort på ambassaderna i Berlin (DDR) och Bonn. Han har bland annat varit Sveriges ständige representant vid FN i Rom samt tjänstgjort på olika befattningar vid OECD-delegationen i Paris, FN-representationen i New York samt på olika befattningar i Utrikesdepartementet (UD), i regeringens samordningskanslier och på dåvarande handelsdepartementet. Fram till 2008 var Odevall minister vid UD och Sveriges delegat till Östersjöstaternas råd. Han var ambassadör i Rabat 2008-2011.